# Station Ølgod
Station Ølgod is een station in het Deense Ølgod in de gemeente Varde. Het station ligt aan de lijn Esbjerg - Struer. 